# Carleton-in-Craven
Carleton-in-Craven, ook Carleton, is een civil parish in het bestuurlijke gebied Craven, in het Engelse graafschap North Yorkshire.

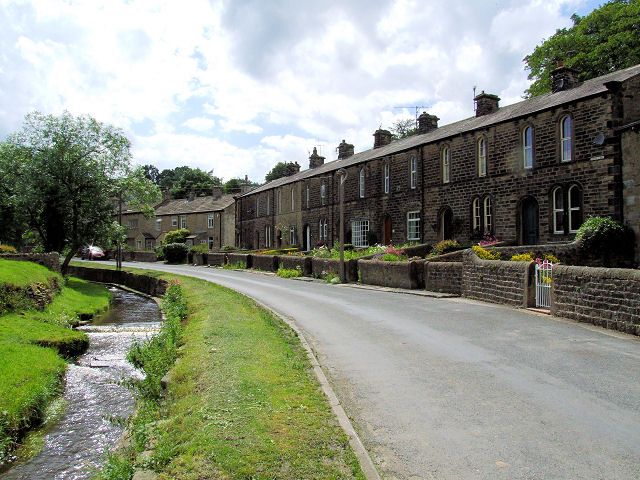
Beck Side
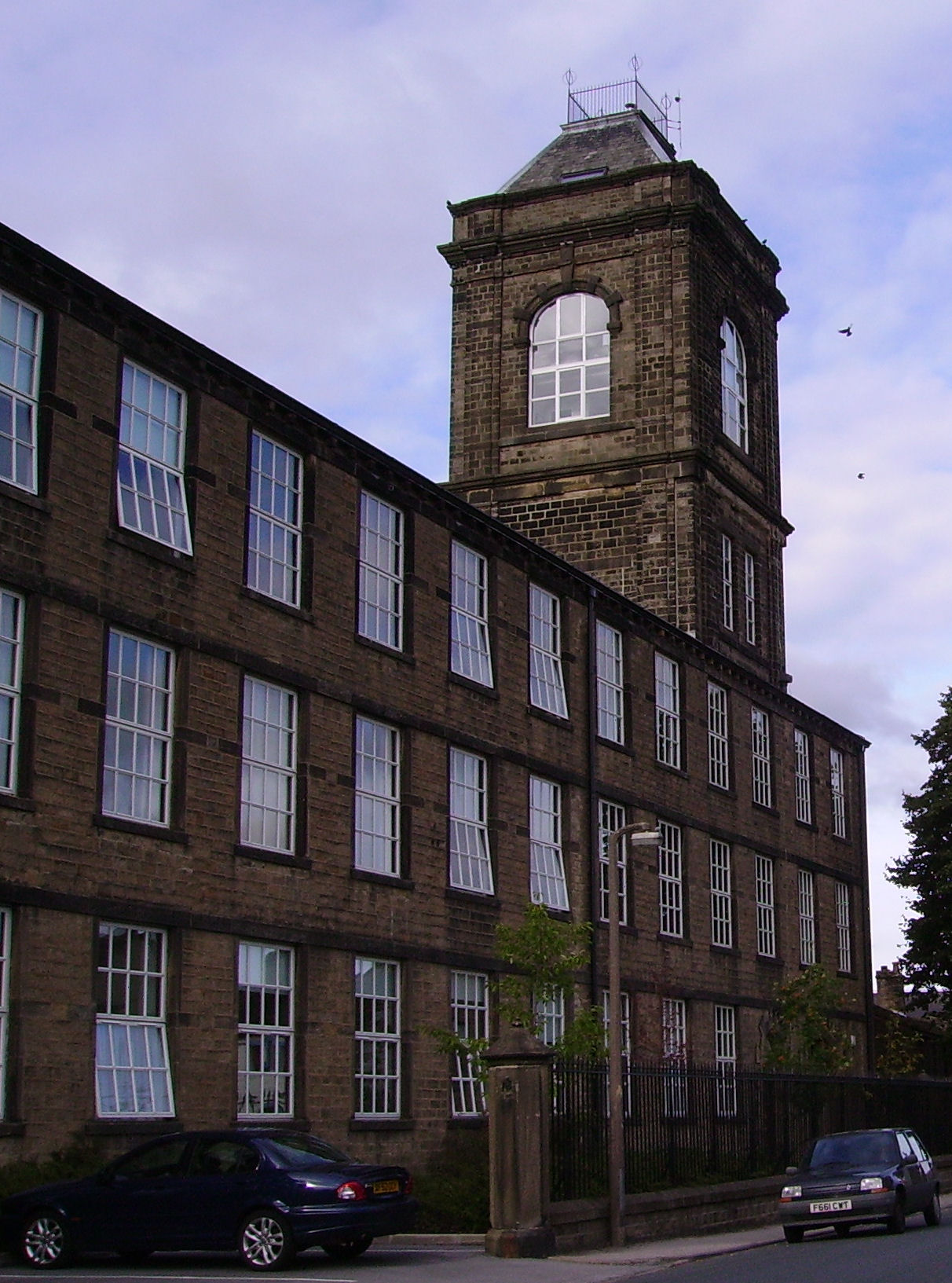
Oude fabriek